# Processkonst
Processkonst är en konstriktning som fokuserar på den skapande processen mer än på det färdiga konstverket. Konstnärerna använder sig ofta av föränderliga material och nyttjar sig av processer som finns i naturen. Ofta arrangeras tillställningar där själva konstverket skapas. Begreppet myntades på 1960-talet.
Inom processkonst kunde alla material användas: gräs, filt, fett, jäst, kol, med mera. Formerna var i allmänhet organiska och amorfa och, till skillnad från de stabila konstruktioner som härrör ur minimalismen, ofta förgängliga. Tyngdpunkten låg på själva tillverkningsprocessen: att stapla, fläcka ner, klä in.
En vanlig metod inom grafiken var att upprepade gånger kopiera ett tomt papper – en teknik med vilken man fick en allt tjockare struktur. När man väl hade valt en metod, utnyttjades den systematiskt till att producera konstverk. Några konstnärer som arbetade med processkonst var amerikanerna Richard Serra, Robert Morris och Lawrence Weiner.
Konstnären Arne Person definierar konstriktningen så här i texten Ur processkonstverk i augusti 1994:
| ” | Processkonst är en konstform där verkets budskap eller urform utvecklat från ett embryo förverkligas i en process under medverkan av uttolkare. Konstformen har utvecklats ur bland annat installationskonsten och syftet är att som komplement till traditionell forskning och utveckling på ett effektivt sätt skapa förutsättningar för en samhällsutveckling som ligger i fas med tiden. | „ |